# Villa Francine (Oostende)
De Villa Francine is gelegen aan de zeedijk te Oostende. Deze dijkvilla werd gebouwd in het jaar 1894 naar een ontwerp van architect Antoine Dujardin en is gelegen aan de Albert I-Promenade 88. De prestigieuze voorgevel straalt in zijn totaliteit de grandeur uit van de belle époque en de villa is beschermd als monument.

## Geschiedenis

### Architect Antoine Dujardin
Antoine Dujardin (1848-1933) was een befaamde architect van een groot aantal luxevilla's op de zeedijk in Oostende en de aanpalende straten zoals de Parijsstraat en de Kemmelbergstraat. Hij was een der markantste architecten in de eclectische stijl. Door de fierheid over zijn ontwerp, liet hij niet na zijn gebouwen te signeren. Zijn naam staat gebeiteld aan de linkerzijde in het basement van de arduinen voorgevel. In 1874 vroeg een vooraanstaande bankier aan Antoine Dujardin om mee te werken aan een aantal verkavelingen rond de oude stad in Oostende, een stad waar hij heel veel van hield en waar hij uiteindelijk ook bleef wonen. Hij werd er op een bepaald moment zelfs schepen van Openbare Werken.
In 1894 stichtte hij, samen met o.a. James Ensor en Emile Spillaert, de “Cercle des Beaux-Arts d'Ostende”. Dat was tevens het begin voor hem om een aantal hotels en villa’s te Oostende en Mariakerke te beginnen bouwen. Antoine Dujardin had een mondain cliënteel. Ook in Parijs staan er gebouwen die door hem ontworpen werden. Dujardin gaf Oostende grotendeels een nieuw gezicht, vandaar het belang van zijn ondertussen historische waardevolle bouwwerken. Dujardin genoot het volste vertrouwen van Leopold II, die hem met belangrijke werken belastte.

### Eerste bewoners
De Villa Francine, gebouwd in 1894 werd ‘Villa Pierre - Lucie’ genoemd naar Pierre T. Nivarlet en Lucie J. Solbreux. De eigenaar van de Villa Pierre - Lucie was Auguste J.L. Redemans (echtg. Marie-Céline Nivarlet) met woonplaats in Brussel. A. Redemans was een gepensioneerd officier onderscheiden met de Leopoldsorde uit het eliteregiment van de grenadiers. De ouders van Auguste Redemans waren Joseph Redemans en Cécile Amélie Augustine Rodenbach. De vader van Cécile Rodenbach was Constantin Rodenbach, arts en lid van het Belgisch Nationaal Congres en volksvertegenwoordiger in 1830. De vooraanstaande familie Redemans met woonplaats in Brussel gebruikte de dijkvilla als tweede residentie aan de Belgische kust.
Later werd de naam gewijzigd naar ‘Villa Francine’. Deze benaming is gebeiteld in de marmeren gevelplaat boven de grote inkomdeur. De herkomst van de huidige benaming ‘Villa Francine’ is tot op heden onbekend.

## Beschrijving
De Villa Francine is een zeldzaam restant van de typische zeedijkarchitectuur uit de belle époque die voor Oostende als badplaats een gouden tijdperk was. Het gebouw staat symbool voor een glorievolle periode in de geschiedenis van het opkomend elitair en luxueus kusttoerisme in de Koningin der Badsteden waarvoor Oostende bekend staat. De villa is een van de laatste bewaarde historische gebouwen gelegen aan de zeedijk in Oostende. De woning is tevens een mooi bewaard voorbeeld van de manier van leven uit deze periode.
Het is een eclectisch herenhuis met enkelhuisopstand. De gevel is een mooi voorbeeld van het eclecticisme welke verschillende stijlen uit de architectuur in één bouwwerk weet samen te brengen tot een mooi geheel. Het gaat om een breedhuis met een lijstgevel van kalksteen verwerkt met arduin. Het heeft een souterrain, drie bouwlagen en een mansardedak. Er is een vermenging van neoclassicistische en neorenaissance-elementen in de zichtbare vensterregisters. De brede venstertraveeën zijn gevat tussen lisenen. De zolderverdieping heeft een dakvenster met zuilen en een topgevel in arduinen bekleding met talrijke renaissancemotieven zoals voluten, consoles en een driehoekig fronton.
Uniek is de rechthoekige loggia op het gelijkvloers boven de souterrain, die bezet is met kleurrijke en decoratieve faiencetegeltableaus met bloemen, bladranken en vogels, gesigneerd “A.DIFFT” (ontwerp) en “BOCH. FRS” (uitvoering) boven een sokkellambrisering, betimmerd plafond en vernieuwde balustrade. In de loggia is rechts een zitbank aan de schaduwzijde ingewerkt om de bewoners te beschutten tegen de zon en de wind. De oorspronkelijke luifel aan de voorgevel die de bewoners in de loggia beschermde tegen de avondzon, werd in de loop der jaren verwijderd.
De ingang bestaat uit een verticaliserende deurtravee en accoladeboogdeur met bovenlicht onder een driehoekig fronton en erboven een halfrond balkon in blauwe hardsteen op de eerste verdieping. Voorts bestaat de voorgevel uit drielichten met vernieuwde balkons en gietijzeren balustrades. Het houten schrijnwerk van alle ramen werd vernieuwd. Aangepast interieur bleef echter met behouden “enfilade” van leefruimten op het eerste en tweede verdiep.
Uitzonderlijk en eveneens beschermd is de inkom en het trappenhuis met de nog oorspronkelijke uit 1894 houten lambriseringen, houten trappen met trapspijlen en de met de hand geschilderde bloemenmotieven boven de lambriseringen. 
Oorspronkelijk had de dijkvilla een toegankelijk platform op het dak omgeven door gietijzeren balustrades dat dienst kon doen als uitkijkplatform. Het werd verwijderd in de loop der jaren.
Sinds 27 april 1997 is het gebouw beschermd als monument omwille van zijn belangrijke artistieke, historische en socio-culturele waarde. Het contrasteert met de vele banale appartementsgebouwen op de zeedijk.
Tussen 2016 en 2020 werd de dijkvilla gerenoveerd en gemoderniseerd.